# Christophoruskirche (Altona)

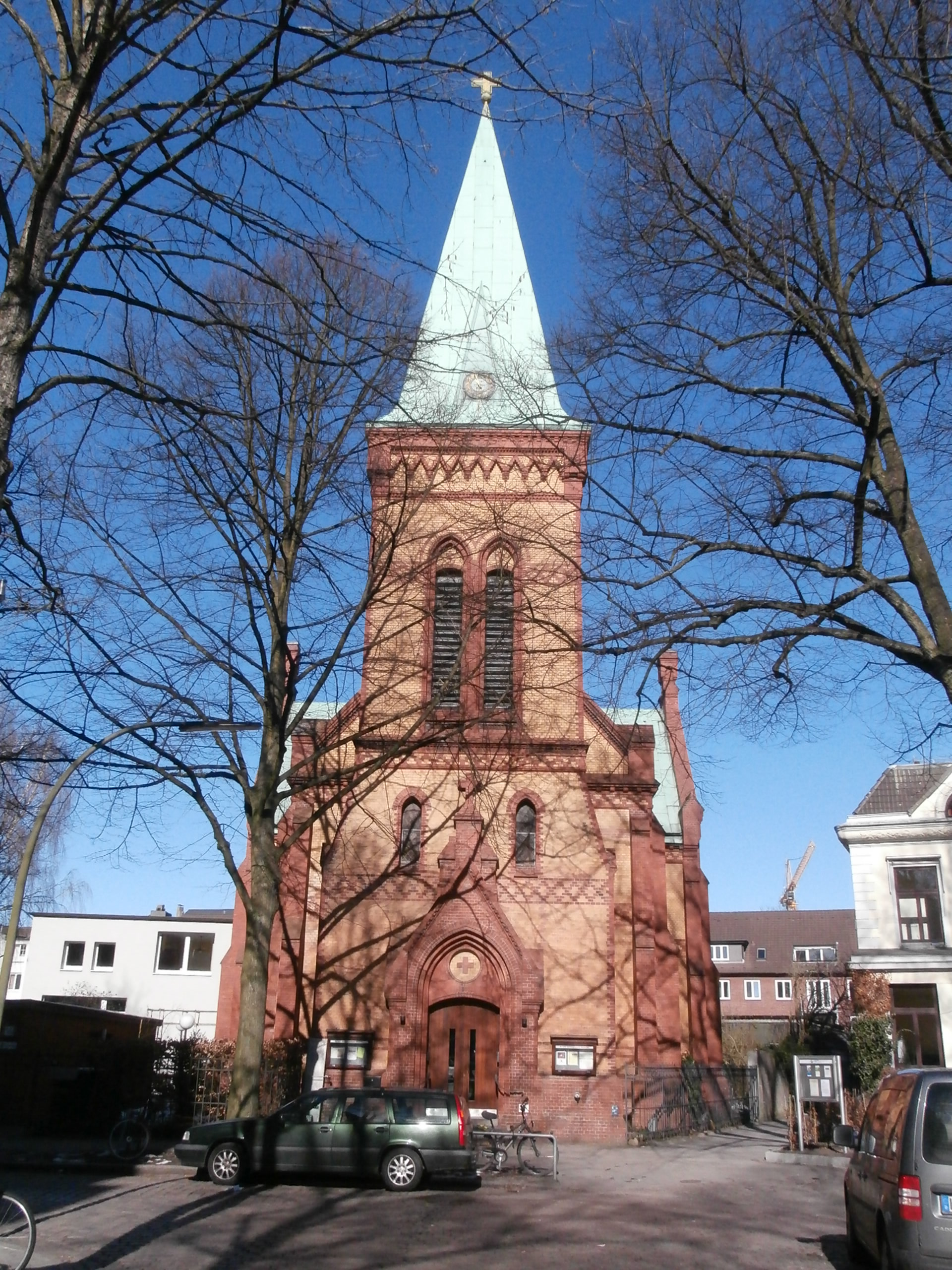
Christophoruskirche in Altona

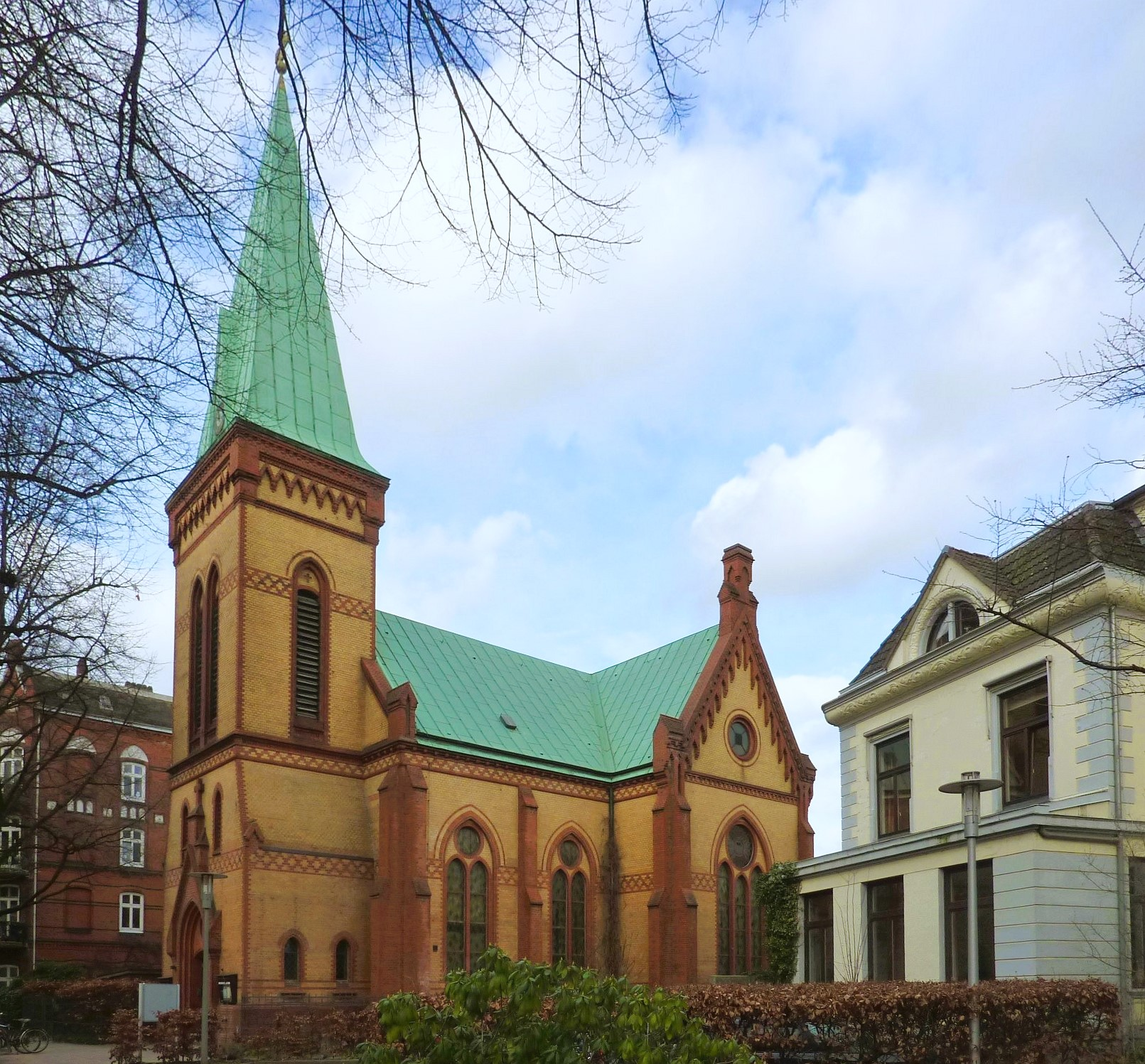
Christophoruskirche, Ansicht von Südwesten

Die Christophoruskirche in der Helenenstraße in Altona-Nord ist eins von drei Kirchgebäuden der evangelisch-lutherischen Gemeinde Altona-Ost. Die Kirche wurde von 1882 bis 1884 nach Plänen von Albert Winkler als Kapelle für den Helenenstift erbaut. Die Kapelle war bis 1955 im Besitz der Stiftsschwestern, dann ging sie in den Besitz der evangelischen Kirche über und wurde in Christophoruskirche umbenannt. 2009 erhielt die Kirche ein neues, auf Meditation ausgerichtetes Nutzungskonzept mit dem Namen Kirche der Stille. Das neugotische Backsteingebäude steht unter Denkmalschutz.

## Geschichte
Die Helenstiftskapelle wurde von 1882 bis 1884 für den Helenenstift erbaut, auf dessen Gelände sie sich befindet. Der Architekt Albert Winkler entwarf auch die übrigen Backsteinbauten des Stiftes. Das Gelände des Stiftes lag an der Allee (heute Max-Brauer-Allee) in der damals selbstständigen preußischen Stadt Altona. Die Kapelle liegt an der Biegung der kleinen und ruhigen Helenenstraße, auf Höhe der Nr. 14.
Pastor Konrad Feige war Seelsorger im Helenenstift und hielt nach 1945 in der Kapelle des Stiftes Schlesiergottesdienste mit der Liturgie nach der evangelischen Altpreußischen Agende ab.
Die Gottesdienste waren anfangs so gut besucht, dass die Plätze in der Kapelle oft nicht reichten. Bis 1955 waren Helenenstift und Kapelle eng verbunden, dann ging die Kapelle an die Hamburgische Landeskirche, und wurde in Christophoruskirche umbenannt. Namenspatin war die Christophorikirche in Breslau, denn die Altonaer Christophoruskirche war ab 1949 zu einem Zentrum des geistigen Lebens der schlesischen Vertriebenen in Hamburg geworden.
Nach dem Tod Konrad Feiges übernahm Pastor Wolfgang Meißler, der bis zu seiner Ausweisung aus Polen 1962 die deutsche Restgemeinde in Niederschlesien betreut hatte, die Betreuung im Helenenstift und lud 1967 wieder zu einem Gottesdienst nach der Altpreußischen Agende in der Christophoruskirche ein. Nun gab es jährlich vier solcher Gottesdienste, dazu monatliche Versammlungen der „Schlesiergemeinde“. Pastor Meißler ließ neben der Christophoruskirche eine Messingfigur einer trauernden Frau aufstellen. An der Kirchenmauer ließ er eine Marmorplatte mit den Worten „Zum Gedenken an alle Opfer von Krieg, Gewalt und Vertreibung. Gewidmet von der Schlesiergemeinde im Raum Hamburg.“ anbringen. Als Pastor Meißler 2006 starb, übernahm für wenige Monate Pastor Michael Feige (1944–2010) die Gemeinde, Sohn von Konrad Feige. Ab 2007 wurde die Christophoruskirche zur Meditationskirche umgestaltet. Die schlesische Gemeinde fand in St. Petri eine neue Heimat, das Denkmal und die Gedenktafel zogen auf den Friedhof Diebsteich um.

### Kirche der Stille
2006 schlossen sich die bis dahin selbständigen drei Altonaer Gemeinden von Christophorus, St. Johannis und Friedenskirche zur „Gemeinde Altona-Ost“ zusammen. Der Christophoruskirche drohte dabei der Verkauf. Die Gemeindepastorin Irmgard Nauck entwickelte darauf das Konzept für eine Meditationskirche ohne Predigt – stattdessen wird gesungen und geschwiegen.
Im März 2009 wurde die Kirche der Stille in Hamburg-Altona-Nord eröffnet. Tagesseminare ergänzen das Angebot. Zu dem Angebot gehören inzwischen Friedensgebete, Kontemplationstage, gesungenes und getanztes Gebet, Gesänge aus der russischen-orthodoxen Liturgie, Herzensgebete, Exerzitien im Alltag, Zen-Meditationen, Qi Gong-Tage, Mantra-Singen, Körpergebet am Morgen, Meditation der vier Himmelsrichtungen, eine Atempause vor dem Abend, Osternacht-Gottesdienst mit Taizé-Elementen, Konzerte als Schallwellenmeditation. Die Finanzierung erfolgt weitgehend durch Teilnehmerbeiträge. Von Montag bis Freitag ist die Kirche von 12 bis 18 Uhr für alle geöffnet, die sich in die Stille der Kirche zurückziehen möchten.

## Architektur und Ausstattung
Die Kirche wurde als neugotische Backsteinkapelle erbaut und ist entsprechend für eine Stadtkirche recht klein. Die Kapelle wurde ebenso wie die Orgel und der Helenenstift von Helene Donner gestiftet, der Vorsitzenden des „Vaterländischen Frauenvereins I“ in Altona. In den 1960er Jahren wurde das Innere der Kirche umgebaut. Hinter dem Altar wurden dabei bunte Glasfenster eingebaut.
Beim Umbau zur „Meditationskirche“ 2008 wurden Kirchenbänke, Kanzel und Altar entfernt, die Besucher sollten nun auf Sitzkissen oder Fußbänken sitzen. Die Kirchenbänke wurden nach einem letzten traditionellen Gottesdienst im Juni 2007 in einer symbolischen Aktion abgegeben, einige der Bänke befinden sich nun auf Gängen und in der Aula zweier Gymnasien in der Nachbarschaft. Die Heizung des Raumes wurde mit Wärmestrahlern komplett neu gestaltet. Der Umbau der Kirche sollte ursprünglich vollständig durch den Verkauf von Pastorat und Gemeindehaus der Christophorusgemeinde finanziert worden. Die daraus erbrachten Mittel reichten letztlich nicht, die Gemeinde steuerte 400.000 Euro aus Eigenmitteln bei.
Die romantische Orgel von 1894 stammt vom Hamburger Orgelbauer Christian Heinrich Wolfsteller. Der neugotische Orgelprospekt ist das einzige noch erhaltene Holzteil der ursprünglichen Inneneinrichtung der Kirche. Die Orgel wurde 1902, 1947 und 1960 nach den jeweiligen Moden umgebaut. Im Jahr 2000 wurde der Originalzustand unter Einsatz von Spendengeldern durch die Werkstatt Alexander Schuke wieder hergestellt. Sie hat einen Umfang von 15  Registern auf zwei Manualen und Pedal.